# Bitcoin
A bitcoin egy nyílt forráskódú digitális fizetőeszköz, kriptovaluta, amelyet 2009. január 3-án egy ismeretlen (fórumos nevén Satoshi Nakamoto) bocsátott ki, közvetlenül a 2008-ban kirobbant gazdasági világválság után. Az elnevezés vonatkozik továbbá a fizetőeszközt kezelő nyílt forráskódú szoftverre, és az azzal létrehozott elosztott hálózatra is.
A bitcoin nem függ központi kibocsátóktól és hatóságoktól (mint jegybankok és állami szervek), sem egyéb megbízható harmadik féltől, mivel a peer-to-peer hálózat csomópontjai által tárolt elosztott adatbázisra támaszkodik. Az adatbázis tartalmazza a fizetések adatait, garantálva az elektronikus fizetőeszközökkel szembeni alapvető követelményeket. A biztonságot digitális aláírások és proof-of-work rendszer adja.
A bitcoinok biztonságosan tárolhatók egy pénztárcafájlban, személyi számítógépen, mobiltelefonon, külső adathordozókon vagy felhő alapú szolgáltatóknál, küldésükhöz és fogadásukhoz pedig csak a küldő illetve a fogadó bitcoincíme szükséges. A peer-to-peer felépítés és a központi irányítás hiánya megakadályozza bármilyen hatóság számára, hogy a forgalomban levő pénzmennyiséget és tranzakciókat kontrollálja vagy befolyásolja, ami lehetetlenné teszi a manipulációt és infláció gerjesztését.
Nem hivatalos jellege miatt ISO kódja nincs, de általánosan használt megjelölése a BTC.
Bírálói szerint a bitcoin nem rendelkezik a pénz fontos funkcióival, nincs mögötte gazdasági háttér, értéke kizárólag a benne hívők szubjektív ítéletétől függ. Az iránta fennálló bizalom megroppanása esetén gyors bukás lehet a sorsa. További súlyos bírálat éri a bitcoint brutális energiaigénye miatt, ami már 2018–19-ben magasabb volt egyes közepes országok energiafogyasztásánál is. Ezért kritikusai szerint a bitcoin egy nagyon drága megoldás egy nem létező problémára.

## Gazdaság

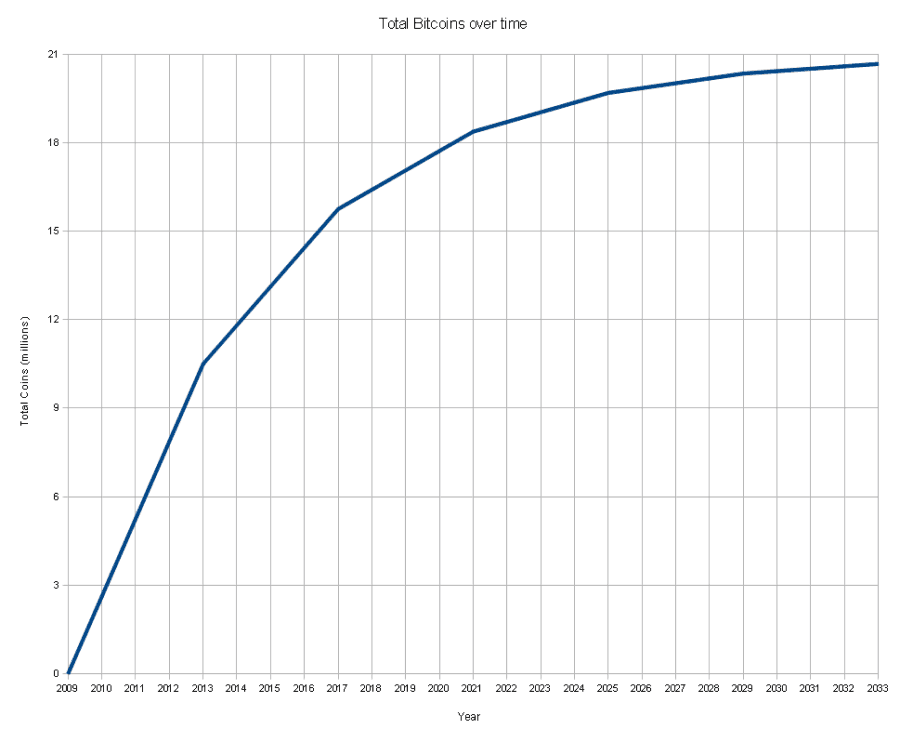
Forgalomban lévő bitcoin mennyiség a jövőben (10 percenként kibocsátással)

A bitcoint számos, erre specializálódott devizatőzsde-weblapon lehet amerikai dollárra és néhány más devizára átváltani, illetve vissza, fizetésnél egyes online és „offline” kereskedők/szolgáltatók elfogadják, ezek száma nő. Egyes szolgáltatók lehetővé teszik kereskedők számára bitcoin elfogadását olyan módon, hogy a kereskedő azonnal dollárban vagy egyéb szokásos devizában kapja meg a bevételt. Ezen kívül használható közérdekű felajánlásokra egyes szervezeteknél.
A kriptovaluták szerepe azonban az elmúlt években jelentősen kinőtte a szűk kereskedői réteget. Manapság már a hétköznapokban is sokan használják őket. A hosszútávú pénzügyi befektetések mellett lehet például kriptovalutával termékeket vásárolni és értékesíteni online, mivel egyre több webshopban is elfogadják fizetőeszközként. Ezen kívül már a szórakozás területére is betört: online játékokat, sőt, szerencsejátékokat is finanszírozhatunk bitcoinnal és más kripto pénzekkel. Sőt, már kifejezett bitcoin kaszinók is léteznek, amelyek a decentralizáltság miatti szabadság érzésével, az anonimitással, és az alacsony tranzakciós díjakkal vonzzák a felhasználókat.
Mivel a fizetés nem egy központon keresztül zajlik, a már megtörtént tranzakciók visszafordítására nincs mód, szemben a hagyományos banki rendszerekkel, ahol csalás gyanúja esetén vagy egyéb okokból a bankok és más pénzintézetek sztornózhatják a korábban jóváhagyott kifizetést.
Ellentétben az országok által kibocsátott fizetőeszközökkel, a bitcoinnak nincs központi kibocsátója, amely az árfolyamstabilitás vagy egyéb érdekek szerint intervenciót vagy egyéb akciót hajtana végre. 2013 novemberéig valamivel több mint 12 millió bitcoin jött létre, ezt a számot a hálózat algoritmikusan határozza meg, ahogy azt Nakamoto cikkében leírta. A monetáris bővülés mértéke előre ismert és bárki számára követhető, az összes bitcoinok száma idővel 21 millióhoz tart, 2013-ra a teljes mennyiség fele, 2017-re háromnegyede állt rendelkezésre. A határ közeledtével a bitcoinok értéke növekedett, deflációhoz vezetve, mivel a pénzre a kereslet tovább nőtt. Ugyanakkor a bitcoinok 8 tizedesjegyig oszthatóak, így ez technikai akadályt nem jelent, szemben a megszokott pénzeszközökkel.
A bővülés csökkenő üteme ösztönzi a korai elfogadókat, akik még alacsonyabb korai árfolyam mellett jutnak bitcoinokhoz, így segítve a rendszer sikerre vitelét. A korai elfogadóknak ez a kedvezményezése számos kritikát eredményezett, gyakran piramisjátékhoz hasonlítva a rendszert, ám a támogatók szerint ez az ösztönző szükséges ahhoz, hogy a hálózat és az infrastruktúra beinduljon, egy arányosabb részesedés nem ellensúlyozná megfelelően azt a kockázatot, amit egy új, nem tesztelt fizetési rendszer használata jelent.

## Pszeudoanonimitás és decentralizáltság
Mivel a tranzakciókat az egész hálózat felé szétküldik a csomópontok, azok teljesen nyilvánosak. Szemben a hagyományos pénzügyi intézetekkel, amelyek az ügyfelek magánszféráját a tranzakciókra vonatkozó információk visszatartásával védik, ezt a bitcoin rendszerében az biztosítja, hogy a címek tulajdonosára vonatkozó információk nem ismertek. Ha például Alíz küld Bobnak 12 BTC összeget, akkor a nyilvános adatok között csak az látszik, hogy két cím között 12 BTC összeg mozgott. Hacsak valamilyen oknál fogva a résztvevők nem hozzák nyilvánosságra, hogy az adott címeknek ők a tulajdonosai, szinte lehetetlen őket összekapcsolni. Ugyanakkor ha egy címről egyszer már kiderült, hogy kihez tartozik, az ahhoz tartozó korábbi tranzakciók is visszakereshetőek.
A hálózaton és az elosztottan tárolt adatbázisban a tranzakcióknál a kifizető és a kedvezményezett kizárólag a bitcoincímével jelenik meg. Ez a cím nem más, mint egy kriptográfiai kulcspár publikus fele, amely lehetővé teszi a cím tulajdonosának (aki a privát kulcsot egyedül birtokolja), hogy a címén lévő egyenleg terhére kiadott tranzakciókat aláírja. Mivel egy személy bármennyi címet létrehozhat magának, amelyekről nem derül ki, hogy egy emberhez tartoznak, a pénz mozgásának követése szinte lehetetlen.
A hálózatot alkotó csomópontok között nincs kiemelt szerepű, a jelenlegi megvalósítás szerint mindegyikük a teljes adatbázist tárolja, így a rendszer bármekkora számú csomópont kiesése esetén is tovább működik.
A pszeudoanonimitást és a központi kontroll hiányát előnyösnek találhatják az illegális üzletet folytatók is. A rendszerrel szembeni egyik leggyakoribb kritika szerint működése elősegíti a törvénytelen üzletek lebonyolítását, és emiatt az egész fizetési rendszert illegálisnak kell tekinteni. A törvényességi aggályokra egy bitcoint használó drogkereskedő weblap irányította rá a figyelmet.

## Technológia

A blokkokból alkotott fő lánc (fekete) adja a leghosszabb sorozatot a kiinduló (zöld) blokktól. Az elárvult blokkok (lila) a láncon kívül vannak

A bitcoin protokoll Satoshi Nakamoto fehér könyvében (Bitcoin: Egy peer-to-peer elektronikus készpénzrendszer) leírt és általa közzétett kliensben megvalósított elveket követi, egyik előfutára a PGP szoftver, ami az első, széles körben elérhető szoftver a nyilvános kulcsú titkosítás megvalósítására. Ez egy mindmáig elérhető hibrid titkosítási rendszer, amely mind a szimmetrikus, mind az aszimmetrikus titkosítást felhasználja a magas szintű biztonság elérése érdekében. A szöveges titkosítás alapfolyamatában egy egyszerű szöveg (egyértelműen értelmezhető adat) titkosított szöveggé alakul (olvashatatlan adat).
A nyilvános kulcsú digitális aláírás segítségével lehetőség van ellenőrizni, hogy egy adott cím tulajdonosa valóban hozzájárult-e a címhez tartozó egyenleg terhére történő fizetéshez. Az egyenleg ellenőrzése az adott címre korábban beérkező, hasonlóképpen aláírt tranzakciók lekérdezésével oldható meg. A hálózatban részt vevő felhasználók mindegyikének van legalább egy pénztárcája, amelyben helyben generált nyilvános-privát kulcspárok találhatóak. Tranzakció aláírásához a kliensprogram a privát kulcsot használja. Fizetés fogadásához a nyilvános kulcs egy olvasható formáját kell a másik félnek megadni. Ez az olvasható forma 26-35 alfanumerikus karakterből áll, és vagy egyessel (P2PKH – Pay-to-Pubkeyhash esetén) vagy hármassal (P2SH – Pay-to-Scripthash esetén) kezdődik, mint például 15VzdkAvVpZsVAhw84esj14GVXbzUm9VTk vagy a 3J98t1WpEZ73CNmQviecrnyiWrnqRhWNLy.
Az alapvető probléma a fentiek biztosítása mellett annak megakadályozása, hogy valaki a birtokában lévő pénzt többször elköltse. Ennek megakadályozására az adatbázis 10 percenként bővül egy-egy blokkal, ahol az új blokkot egy véletlenszerűen választott csomópont állítja össze önállóan úgy, hogy abban ne legyen túlköltés. Az adatbázisba így bekerült blokkban szereplő tranzakciókat a többi csomópont megtörténtnek fogadja el.
Mivel a következő blokkot előállító résztvevő kiválasztása véletlenszerűen történik, előfordulhat, hogy több blokk jön létre, egyes csomópontok pedig a későbbi blokkok létrehozásához nem ugyanazokat az előzményeket használják. A hálózat tagjai az általuk elérhető blokkok közül azokat fogadják el érvényesnek amelyekből a leghosszabb lánc állítható elő.
Annak érdekében, hogy ezt kihasználva ne lehessen egy korábban már elfogadott tranzakciót meg nem történtté tenni, az új blokkok adatbázishoz adását a protokoll szándékosan nehézzé teszi. A csomópontoknak egy új blokk közzétételekor bizonyítaniuk kell, hogy jelentős számítási teljesítményt igénylő, nehéz kriptográfiai feladatot oldottak meg, ennek megkövetelt mértéke pedig folyamatosan úgy van szabályozva, hogy a hálózaton körülbelül 10 percenként egy csomópont legyen képes ezt teljesíteni. Ennek eredményeként a hálózaton a többségi döntést a mögöttes számítási kapacitás határozza meg. A hálózat feletti ellenőrzés átvételéhez legalább akkora számítási teljesítményre van szükség, ami a hálózat több mint felét adja.
A szükséges számítási teljesítmény felajánlásának ösztönzésére minden egyes közzétett blokk után a közzétevő csomópont részesül az újonnan létrejött pénzből, amelyet a saját címére írhat (ez a pénz a „semmiből” keletkezik). Eredetileg minden blokkért 50 bitcoin járt, de 2020. május 11-e óta már csak 6,25 Bitcoin. A jutalom a későbbiekben is csökkenni fog, a protokoll által meghatározott ütemben, azaz minden 210 000. blokk után. Ezt a körülbelül 4 éves ciklust felezésnek, vagy angolul halving-nak nevezik. Napra pontosan nehéz megjósolni, azonban azt tudni lehet, hogy a következő felezés 2024 áprilisára fog esni. Pontosabban akkor fog sor kerülni, amikor a 840 000. blokk is felkerül a blokkláncra. A 840 000-redik blokk után a bitcoin bányászok blokkjutalma 3,125 BTC-re csökken. A felezések körülbelül 2140-ig folytatódnak, amikor is kibányászásra kerül a maximálisan forgalomba kerülő huszonegy-milliomodik bitcoin.
Az így kiosztott bitcoinok begyűjtésére irányuló erőfeszítések eredményeként a hivatalos klienstől független célprogramok jöttek létre. Ezt a folyamatot szokták bányászatnak (mining) nevezni, utalva arra, hogy a nemesfémek bányászatához hasonlóan új értékhordozó kerül forgalomba. A bitcoin bányász programot futtató gépeket, illetve célhardvereket, illetve az ilyen bányászokat összegyűjtendő ún. „poolok” jöttek létre, amelyek kizárólagos célja a minél nagyobb számítási kapacitás hálózatba kapcsolása és így ennek a jutalomnak az elnyerése. Eleinte a kapacitás nagy részét videokártyák általános célú processzorán futó célprogramok adták, manapság azonban ezek helyét szinte kizárólagosan célhardverek (ASIC – Application Specific Integrated Circuit) vették át. Jelenleg egy-egy ilyen célhardver kapacitása több tíz terahash/másodperc (TH/s).
Annak érdekében, hogy a 21 milliós határhoz közeledve is fenntartható legyen az ösztönzés, lehetőség van a tranzakciókhoz jutalék beállítására. Az egyes blokkokban szereplő tranzakciókhoz tartozó jutalékokat az adott blokkot közzétevő csomópont (node) saját címére írhatja, így ösztönözve a blokkok létrehozását. Ez azonban nem kötelező, de manapság a jutalék nélküli tranzakciók gyakorlatilag nem kerülnek bele egy blokkba sem, tehát nem hajtódnak végre. A tranzakciószám növekedésével és így a blokk „kibányászásához” történő számítási kapacitás növekedésével a jutalék összege is folyamatosan nő (2017 3. negyedévében már túllépte az 5 USD-t).
Ahhoz hogy minden címhez tartozó egyenleg ellenőrizhető legyen, a korábbi tranzakciók mindegyikét tárolni kell, így az adatbázis mérete folyamatosan nő. A működési elv miatt legalább néhány csomópontnak tárolnia kell a teljes adatbázist, de nem kell feltétlenül az összesnek. Míg 2011 júniusában az adatbázis alig pár száz megabájt volt, addig ez 2017 második negyedévére kb. 15 GB méretűre nőtt, de még így is minden ún. „full node” kliens megkapja a teljes másolatot az első indítás után (a szinkronizálás ma már 10-12 órát is igénybe vehet még nagy sávszélesség mellett is).
A blokkméret növekedését azonban a kódba épített korlát szabta meg 1Mbyte-ban, amit a növekvő tranzakciószám miatt elértek, és végső soron lassult a blokk előállítás sebessége (illetve az ún. tranzakció nyújtási (transaction malleability) sérülékenység miatt még a protokoll is javításra szorult – lásd a Mt.Gox bitcoin tőzsde bedőlésének esetét). Többek közt ennek elkerülésére különböző megoldásokat dolgozott ki a közösség, illetve egy-egy nagyobb bitcoin pool (lásd BIP91, BIP148 UASF, SegWit2x, BitcoinABC). 2017. augusztus 1-én indították el a legutóbbi protokoll frissítést, amelynek megjósolt eredménye ún. chainsplit (blokklánc szétválás) is lehetett volna. A különböző bevezetett fejlesztések közül azonban csak a BitcoinABC vezetett chainsplit-hez, amelynek eredményeképpen létrejött a BitcoinCash (BCC vagy BCH) nevű új kriptopénz.
Satoshi Nakamoto elképzelése szerint ha az adatbázis nagyobbá válik, olyan kliensekre lesz szükség, amelyek az adatbázisnak csak a releváns részét tárolják. Erre a célra egy olyan Merkle-fa szolgál, ami lehetővé teszi, hogy a kliens az adatbázisnak olyan részeit eldobja, amikről tudja, hogy a jövőben nem lesz rá szüksége, miközben a megmaradó rész kriptográfiai integritása megmarad.

## Szoftverek

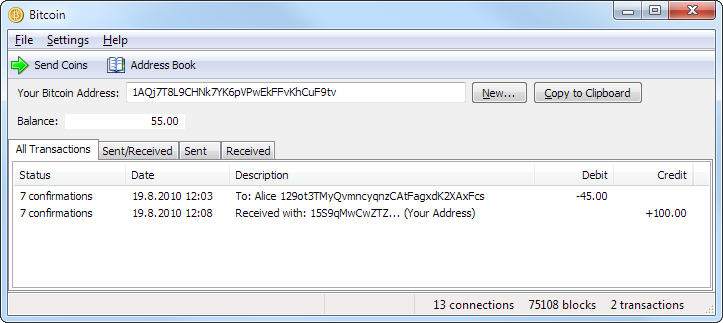
A hivatalos Bitcoin kliens Windows 7 alatt

Az eredeti nyílt forráskódú kliens minden nagyobb platformra lefordított változatban is elérhető, a bitcoinok küldéséhez és fogadásához szükséges minden funkciót tartalmaz, folyamatosan fejlesztik. A blokkok generálására azonban csak a CPU használatával képes, GPU-alapú generáláshoz külön szoftver szükséges.
A C++-ban írt kliensen kívül elérhetőek más kliensek is, a projekt központi oldalán az érdeklődők áttekintést kaphatnak az elérhető alternatívákról. Az újabb kliensek egy része nem igényli a teljes blokklánc letöltését, ehelyett egy távoli gépen futó teljes bitcoin kliensre támaszkodik, így lényegesen egyszerűbben használható (pl. Multibit, electrum).
A blokkok közzétételéhez szükséges kriptográfiai feladatok megoldására különálló, nyílt forráskódú programok szolgálnak, amelyek többsége a modern, programozható grafikus hardvereket használja a hálózat által igényelt nehéz kriptográfiai feladat elvégzésére. Mivel a csomópontok nagy száma miatt ma már egy-egy felhasználónak elenyészően kis esélye van egy blokkot megoldani és az érte járó jutalmat megszerezni, ezeket a programokat lehetőség van úgy beállítani, hogy egy szerver irányítása alatt közösen dolgozzanak. Ekkor ha az együttműködő programok közül egy megtalálja a megoldást, a jutalmon osztoznak a résztvevők.

## Eredet

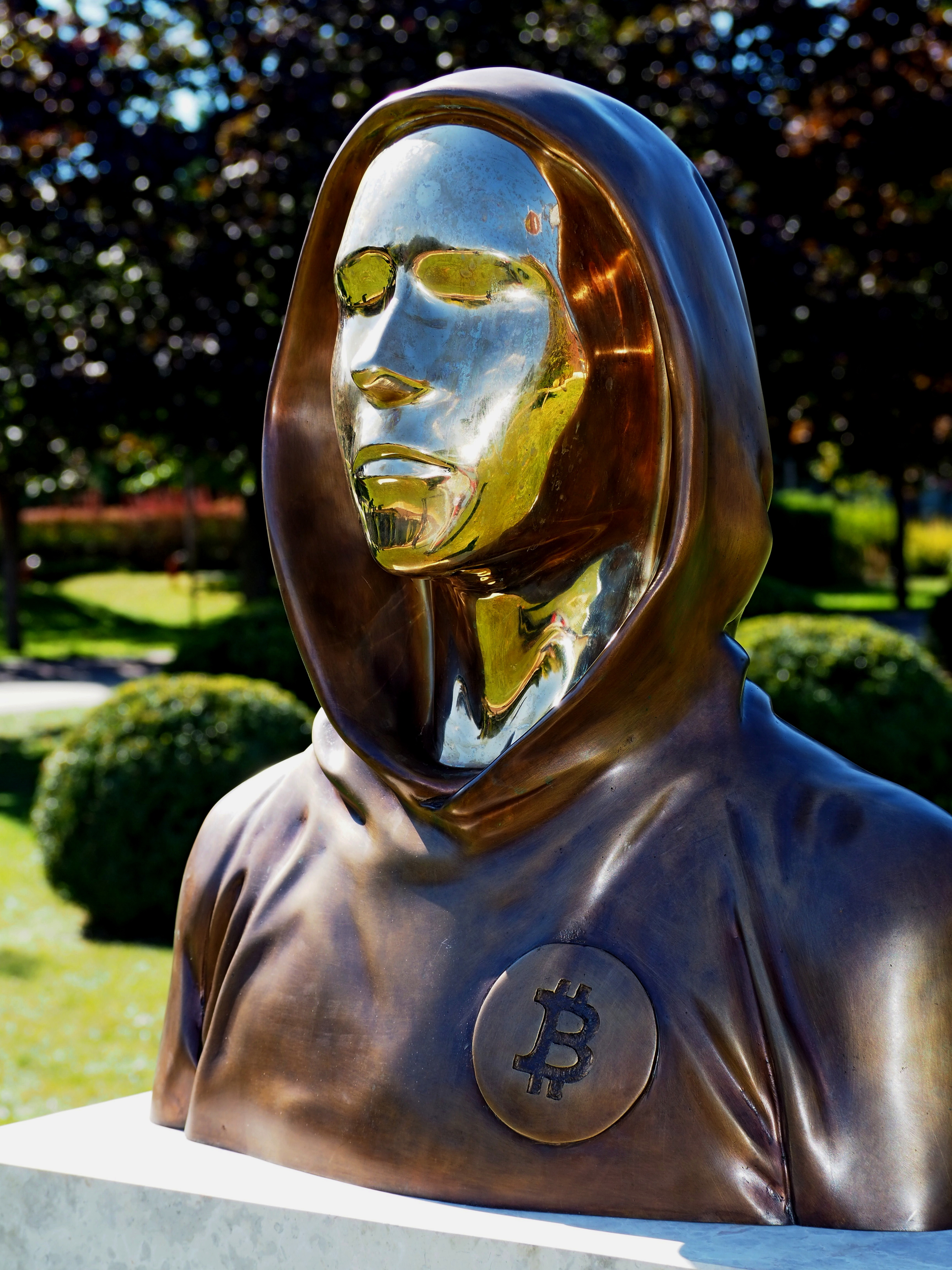
Satoshi Nakamoto mellszobra a Graphisoft Parkban.

A bitcoin fő fejlesztője Satoshi Nakamoto álnéven publikálta a szoftvert és azt megelőzően 2008. október 31-én a bitcoin fehér könyvét. A 9 oldalas mű címe, Satoshi Nakamoto: Egy peer-to-peer elektronikus készpénzrendszer. Később Craig Steven Wright azt állította, hogy ő Satoshi, de hitelt érdemlően még nem támasztotta ezt alá. Craig Wright igazát többször is bíróságon igyekezett bizonyítani a bitcoin közösség tagjaival szemben, de eddig egyetlen alkalommal sem sikerült neki döntően bizonyítania, sőt, bírósági meghallgatásain többször is hazugságon és ellentmondások állításán kapták. Sokáig hitték, hogy Satoshi Nakamoto egy japán programozó, de ennek ellentmondott precíz brit formai angolsága, amivel leírta a rendszert, és az amerikai szlengje, amivel fórumozott, ami azt engedi feltételezni, hogy inkább egy csoport áll a bitcoin kibocsátása mögött mintsem egy konkrét személy. A bitcoin szoftverét Satoshi Nakamoto eredetileg Windowsra írta csak meg, a linuxos változat létrehozásában nagy szerepet játszott Martti Malmi.
A legelső (ún. genezis) blokkban az alábbi üzenet szerepel:
"The Times 03/Jan/2009 Chancellor on brink of second bailout for banks"
Ami magyar nyelvre szó szerint fordítva a következőket jelenti:
"The Times 2009. január 3., a pénzügyminiszter a határán van a bankok második kisegítésének."
Megoszlanak a vélemények arról, hogy ez milyen céllal került bele, egyesek szerint csupán időbélyegző szerepét tölti be (az első blokk a továbbiakkal ellentétben értelemszerűen nem tud korábbiakra hivatkozni és így bizonyítani, hogy adott időpont után jött létre), mások az üzenetet a pénzügyi rendszer kritikájaként vélik értelmezni.

## Kritika
A bitcoint folyamatosan számos kritika éri, jogi, gazdasági, technológiai megfontolások alapján egyaránt.
A bitcoin tranzakciók pszeudoanonimitása kiváló terep a bűnözők számára, bár koránt sem annyira mint a komplett anonimitást kínáló privátcoinok, mint a Zcash vagy a Monero használata: pénzmosáshoz, névtelen zsaroláshoz használható, gyerekpornó és illegális hacker tevékenység fizetsége lehet, bár az amerikai szenátus tagjai is megjegyezték, hogy illegális tevékenység folytatásához a készpénz a leghatékonyabb fizetőeszköz.
A központi árszabályozás hiánya az árfolyamot nagyon változékonnyá teszi, a teljes monetáris bázishoz képest alacsony forgalom mellett mozgó ár pedig gyakran szélsőséges mozgásokat, hirtelen felfutásokat és drasztikus összeomlásokat eredményez. Emiatt és a korai használók által birtokolt nagy mennyiségű bitcoin miatt szokták piramisjátékhoz hasonlítani a rendszert.
A tranzakciók visszafordíthatatlansága egyes esetekben megnehezíti a vásárlók átverésekkel szembeni védelmét, valamint a hagyományos banki rendszerekkel ellentétben, ha valamilyen rosszindulatú program eltulajdonít bitcoinokat, azokat a hagyományos bankszámlákkal ellentétben esélytelen visszaszerezni. Ezt a kritikát azonban a rendszert használók azon az alapon utasítják el, hogy a tradicionális rendszerekben a káresemény utáni kompenzáció nem ingyenes, hanem be van építve a pénzügyi szolgáltatók üzleti modelljébe. A bitcoin protocol béta, fejlesztés alatt áll, többek között a beépített "escrow" funkció sem aktív még.
A bitcoin biztonságos tárolása szintén számos aggályt vet fel, mivel az átlag felhasználó nem rendelkezik megfelelő IT biztonsági ismeretekkel ahhoz, hogy megvédje a kriptovalutáját annak elvesztésétől vagy ellopásától. Bűnözők évente többmilliárd dollár értékben lopnak el bitcoint, emellett a Cane Island befektetőcég 6 millió BTC-re becsli a rossz tárolásból véglegesen elveszített érmék számát.

### A bitcoin nem pénz
A bitcoinnal szembeni legsúlyosabb kritika lényege az, hogy nem pénz, nem teljesíti a pénz közgazdasági funkcióit: értékmérő, forgalmi eszköz, fizetési eszköz, felhalmozási eszköz és világpénz. Globális, neutrális pénzügyi mivolta ugyanakkor kétségbevonhatatlan, mivel bárki a világon, például egy mobiltelefon és egy bitcointárca alkalmazás letöltése révén – internetkapcsolat megléte esetén – fogadhat és küldhet bitcoint bárhová a világon anélkül, hogy a pénzügyi közvetítő felek szankcióitól (például ahogy a belgiumi székhelyű SWIFT korlátozta az Egyesült Államok nyomására 2018-ban Irán hozzáférését a globális pénzügyi rendszerhez, vagy ahogy hét oroszországi bank kizárása történt a SWIFT-ből az Ukrajna elleni agresszió Európa Uniós szankciós csomagja következtében 2022-ben). Hívei szerint a magas fokú likviditása és konvertibilitása a bitcoint ideális monetáris eszközzé teszi a katasztrófa sújtotta övezetek gyors és direkt pénzügyi megsegítésében, a megsegítésre szánt adományok hatékony allokálásában, az elnyomott, diktatórikus országokban élő társadalmi rétegek támogatásában, mivel apolitikus pénzügyi eszközként nem befolyásolják a politikai érték- és érdekrendszerek közötti ellentétek.
A bitcoinnak nincs értékmérő képessége, árfolyama erősen ingadozik. A Tesla, amikor bejelentette, hogy elfogad bitcoint autóiért, azért továbbra is dollárban határozta meg az árat, azaz az értékmérő továbbra is a dollár volt. Azóta a vállalat elállt ettől a gyakorlattól is.
A bitcoin nem forgalmi eszköz, mivel nem lehet vele adásvételi tranzakciókat könnyen, olcsón és gyorsan végrehajtani. Egyetlen bitcoin tranzakció hosszú perceket, esetleg egy órát is igénybe vehet, miközben csak a VISA hálózata másodpercenként mintegy 25 000 tranzakciót hajt végre világszerte. A bitcoin átutalási költségei a hálózat terheltségétől és a rendelkezésre álló blokkhely függvényében változnak. Minél magasabb a hálózati (on-chain) tranzakciók száma, annál magasabb tranzakciós díjat (bányászdíjat) számolhatnak fel a bányászok a tranzakciók feldolgozásáért és a következő blokkba illesztéséért, mivel egy blokkba csak limitált számú és méretű tranzakciós adatot lehet beilleszteni.
A bitcoin hívei azzal érvelnek, hogy 2023-as friss adatok alapján világszerte (a sok millió vállalkozás között) több, mint 15 000 vállalkozás fogad el bitcoint termékeiért és szolgáltatásaiért cserébe, köztük egyre több vállalkozás Magyarországon is, különösen mióta egyre komolyabb befektetések érkeznek a bitcoin második rétegű protokolljának, a Lightning hálózatnak a fejlesztésére, aminek végső ígérete, hogy több milliónyi BTC tranzakciót legyen képes a másodperc töredéke alatt lebonyolítani elhanyagolható költség mellett.
Kincsképző, befektetési, felhalmozási eszközként sem állja meg a helyét. Igaz, hogy a bitcoin kínálata véges, de bármikor létrehozható és divatossá tehető a mintájára más hasonló digitális eszköz is, és már 2021-ben megindult egyfajta versenyfutás ezen a téren. A jegybankok a gazdaság, illetve a gazdaságpolitika igényeinek megfelelően nyomtatják a pénzt, a bitcoinnál csak a termelők lelkesedése és energiaforrásai szabnak határt. A bitcoin nem digitális arany, mivel az aranynak van valós kereslete a spekuláción túl is, ékszerkészítésre és az iparban is alkalmazzák; ha valamiért túl olcsóvá válna, ezek a területek felszívnák a „felesleget”. A bitcoinnak nincs gyakorlati felhasználási területe, ha egyszer meginog a bizalom iránta, összeomlik.
„A bitcoin találmány egy nem létező probléma megoldására” – mondják kritikusai.

### Energiafogyasztás
A bitcoin hálózat működtetéséhez szükséges éves energiaigény 2020 körül már meghaladta Ausztria, Belgium vagy épp a több mint 200 milliós Pakisztán teljes éves energiafogyasztását, és óriási számítógépes kapacitást köt le. A bitcoin (és társai) egyesek szerint energiapazarlásuk miatt totálisan szembemennek a mai környezetvédelmi, klímapolitikai törekvésekkel. Hívei szerint viszont épp a kriptovaluta-bányászat hozhatja el azt a zöldenergia forradalmat, ami belátható időn belül leváltja a fosszilis energiát. Egy bányászvállalat ideális ügyfél az energiacégeknek, kiszámítható fogyasztást generál, felvásárolja a felesleget, költséghatékonyságra törekszik. Ezzel üzletileg rövidebb távon profitábilissá teszi az új zöldenergia befektetéseket.
A bitcoin hívei szerint, akik természetesen anyagilag messzemenően érdekeltek a termék reklámozásában, a bitcoin energiafogyasztását a bankrendszer, vagy éppen az aranybányászat éves energiafogyasztásához kellene mérni, ez kedvezőbb képet mutatna.  Ennek azonban csak akkor lenne értelme, ha reális esélye lenne annak, hogy a kriptovaluták belátható távon belül kiválthatják a hagyományos pénzrendszert vagy az arany felhasználását, addig ez többlet energiafogyasztás. Ugyancsak a hívei azt állítják, hogy a bitcoin bányászat több helyütt csak olyan olcsó vízenergia többletenergiát használ (mint például a kínai Szecsuán tartományban), ami egyébként csak kárba veszne. Ennek ellenére 2021 nyarán egész Kínában betiltották a „bányászást”, pont a hatalmas mennyiségű energiaigénye miatt, hogy az üvegházgáz-kibocsátási célját az ország könnyebben elérje.

### Piramisjáték
Közgazdász kritikusai szerint a bitcoin a Ponzi-rendszerre, azaz a piramisjátékra vagy pilótajátékra hasonlít annyiban, hogy a kezdeti beszállók jelentős nyereséget könyvelhetnek el – feltéve hogy időben kiszállnak –, amit aztán a később beszállók fizetnek meg. A bitcoin-lázat a mainstream média a 17. századi holland tulipánlázhoz is hasonlítja.

## Fordítás
- Ez a szócikk részben vagy egészben  a   Bitcoin című angol Wikipédia-szócikk ezen változatának fordításán alapul.  Az eredeti cikk szerkesztőit annak laptörténete sorolja fel. Ez a jelzés csupán a megfogalmazás eredetét és a szerzői jogokat jelzi, nem szolgál a cikkben szereplő információk forrásmegjelöléseként.